# Goingarijp
Goingarijp (Fries: Goaiïngaryp) is een dorp in de gemeente De Friese Meren, in de Nederlandse provincie Friesland.
Het ligt ten zuidoosten van Sneek en ten noordwesten van Joure. Goingarijp werkt nauw samen met het nabijgelegen Akmarijp en Terkaple. In 2023 telde het dorp 245 inwoners. Onder het dorp valt ook de buurtschap Ballingbuur.

## Geschiedenis
Goingarijp werd in de 13e eeuw vermeld als Godinriip, in 1327 als Goyngrip, in 1389 als Gohimriip, in 1477 als Goyngriip en in 1505 als Goynghryp.
De plaatsnaam Goingarijp is afgeleid van Goai (een persoonsnaam), gea (dorp) en ryp (strook). Goingarijp ligt aan het eind van ontginningsstroken, die hun oorsprong hebben in het dorp Goënga.
Tot de gemeentelijke herindeling in 1984 maakte Goingarijp deel uit van de voormalige gemeente Doniawerstal. Tot 1 januari 2014 behoorde Goingarijp tot de gemeente Skarsterlân.

## Gebouwen
De Kerk van Goingarijp stamt uit 1770, op een plek waar al eerder een kerk stond. Naast de kerk staat ook een van de klokkenstoelen in Friesland. Aan de noordoostzijde van het dorp staat sinds 2007 een gerestaureerde Amerikaanse windmotor.

## Toerisme
Goingarijp ligt aan de Goëngarijpsterpoelen, een zijmeer van het Sneekermeer en is vrij toeristisch. Bij de sluis van Goingarijp ligt een watersportrestaurant. Ook beschikt het dorp over twee jachthavens, een bootverhuurbedrijf en een zeilschool. Binnen het dorp ligt ook een bungalowpark met een eigen jachthaven.

## Bevolkingsontwikkeling
| 1999 | 2002 | 2003 | 2004 | 2015 | 2018 | 2019 | 2021 | 2023 |
| ---- | ---- | ---- | ---- | ---- | ---- | ---- | ---- | ---- |
| 247  | 249  | 229  | 227  | 260  | 260  | 245  | 250  | 245  |

## Geboren in Goingarijp
- Feike de Boer (1892-1976), oud-burgemeester van de gemeente Amsterdam
- Hans Zantema (1956), wiskundige, computerwetenschapper